# Glottochronologie
Die Glottochronologie (von attisch-griechisch γλῶττα „Zunge, Sprache“, und deutsch „Chronologie“, die ‚Lehre von der Zeit‘) ist ein Teilgebiet der Lexikostatistik, das sich mit zeitlichen Beziehungen zwischen Sprachen befasst. Es handelt sich um ein Teilgebiet der Sprachwissenschaft, das aufgrund von vergleichenden Wortschatzuntersuchungen Verwandtschaftsverhältnisse und Lebensdauer von Wörtern zu ermitteln sucht. Glottochronologen versuchen, zwischen als verwandt angesehenen Sprachen die Zeit seit der Trennung von der jeweiligen gemeinsamen vorhergehenden Sprache zu berechnen. Die Begründer der Methode gingen von konstanten Ersetzungsraten von Lexemen einer universalen Testliste („Swadesh-Liste“) aus, was jedoch widerlegt wurde. Seitdem gibt es unzählige Versuche, unterschiedliche Ersetzungsraten nach Sprachen und Zeiten zu berücksichtigen, was gemäß Hans J. Holm jedoch weiterhin nur auf grobe, wenn auch immer weiter verfeinerte, Zeitschätzungen hinauslaufen könne.

## Ursprung und Entwicklung
Über die oben genannten Grundannahme hinaus unterscheidet Holm zwei grundlegend unterschiedliche Annahmen über die Art des Zerfalls sowie weiterer zusätzlicher Faktoren bei verschiedenen Autoren. Die Ergebnisse der verschiedenen Ansätze widersprechen sich weitgehend. Alle Berechnungen beruhen laut Holm auf meist unsorgfältig oder aus überholten Werken zusammengeschriebenen Wortlisten.

### Methode der Gleichsetzung mit dem radioaktiven Zerfall: „Klassische Glottochronologie“
Diese Richtung geht von der Formel des radioaktiven Zerfalls aus. Immer wieder missverstanden, beinhaltet diese Formel, dass zu jedem Zeitpunkt alle verbliebenen radioaktiven Isotope dieselbe Zerfallswahrscheinlichkeit besitzen, und damit in gleichen Zeiträumen derselbe Prozentsatz der exponentiell abnehmenden Zahl dieser Isotope zerfällt. In den 1950er Jahren lernte man, diese Gesetze zur Altersbestimmung radioaktiven Materials heranzuziehen.
Dies regte den amerikanischen Sprachwissenschaftler Morris Swadesh an, die Methode auch zur Altersbestimmung von Sprachen anzuwenden. Er setzte die Eigenschaften von als ursprünglich vermuteten Wörtern seiner Testlisten denen radioaktiver Isotope gleich, weil beide ja mit der Zeit abnähmen. Auf Grund unscharfer Formulierung wird oft übersehen, dass unter diesem Gesetz die absolute Anzahl der in aufeinanderfolgenden Zeiträumen zerfallenden Originalelemente, und nur diese, damit exponentiell abnimmt. Um möglichst viele verschiedene Sprachen vergleichen zu können, entwarf Swadesh Wortlisten, die möglichst kulturunabhängig, also „universal“, sein sollten. Die Listen sollten darüber hinaus einen möglichst stabilen Wortschatz repräsentieren, um auch zwischen entfernter verwandten Sprachen noch ausreichende Gemeinsamkeiten zu erhalten. Er benannte diese Listen unterschiedlich, am treffendsten als universal test list, die Listen wurden jedoch bald Swadesh-Listen genannt. „Die“ Swadesh-Liste gibt es übrigens nicht, da Swadesh sie mehrfach umgearbeitet hat: beginnend mit 200, erweitert auf 215, letztlich reduziert auf 100 (wie 1972 post mortem veröffentlicht). Weiter gibt es über ein Dutzend Entwürfe von anderen Seiten. Zunächst berechnete Lees (1953) die Zerfallsrate von 215 Testbegriffen in 13 Sprachen mit teilweise weit auseinander liegenden Textbelegen, z. B. alt-ägyptisch. 1955 überprüfte Swadesh sieben davon und verglich dabei gleichzeitig seine jetzt auf 100 Wörter verringerte Testliste.
Die Glottochronologie begegnete bald scharfer Kritik. Knut Bergsland und Hans Vogt wiesen 1962 nach, dass die Annahme konstanter Ersetzungsraten nicht haltbar ist. Johann Tischler fand 1973, dass sich für die indogermanischen Sprachen irreale Trennungsdaten ergaben.
Verfechter der Glottochronologie sehen den Hauptgrund dafür in nicht erkannten Entlehnungen, denen unterschiedlich begegnet wurde:
- Die Linguistin Sheila Embleton nutzte das Vorwissen über Entlehnungen in den germanischen Sprachen dazu, diese mit zusätzlichen Algorithmen quantitativ hochzurechnen, und gelangte so zu beeindruckenden Ergebnissen.[8] Diese Ergebnisse reichen jedoch nur wenig über die Zeit der ersten Belege zurück. Die Kompliziertheit ihrer Methodik und die Unsicherheiten in der Datenanalyse anderer Sprachfamilien verhindern jedoch bis heute weitere Tests.
- Der russische Sprachwissenschaftler Sergei Anatoljewitsch Starostin rechnete einfach nur mit den „wirklich wichtigen“ internen Neuerungen. Er hat u. a. einen Schwerpunkt auf die dene-kaukasische Hypothese gelegt, bei der zeitliche Bezugspunkte jedoch fragwürdig bleiben. Sein Anspruch, die Berechnungen von Bergsland und Vogt widerlegt zu haben, beruht auf fragwürdig unterschiedlichen etymologischen Wortdeutungen. Er und sein Sohn Georgij Starostin sehen ihr Verdienst darin, die ursprüngliche Gleichung an ihre Erkenntnisse angepasst zu haben („modifizierte Glottochronologie“). Er gruppierte Albanisch zu Griechisch, aber Balto-Slawisch zu Indo-Iranisch. Starostin kam letztlich zu dem Schluss, statt von Bedeutungen von etymologischen „Wurzeln“ auszugehen, verstarb jedoch 2005, ohne diesen Ansatz weiter verfolgt zu haben. In derselben Tradition verwendet Václav Blažek (2007) erweiterte, nicht mehr so stark eingeschränkte Wortlisten.[9]

Einen Überblick über die Forschungsgeschichte geben Sheila Embleton (2000) und Hans J. Holm (2007). Obwohl sich die Veranstalter der Tagung Time Depth um Ausgewogenheit bemühten, fand sich kein ordentlicher Professor der Indogermanistik oder der vergleichenden Sprachwissenschaft als Befürworter der Glottochronologie.
Alle Varianten dieses traditionellen Ansatzes beruhen auf drei fehlerhaften Annahmen, nämlich, dass die Wörter der Listen wie Radionuklide (radioaktive Isotope)
1. alle mit der gleichen Wahrscheinlichkeit „zerfallen“ (im Falle der Wörter „ersetzt“ werden);
2. nur einmal zerfallen bzw. ersetzt werden können;
3. dies in einer für alle etwa gleichen Geschwindigkeit geschieht.

### Methode der Gleichsetzung mit evolutionsbiologischen Annahmen
Viele Bioinformatiker gehen von einer festen Mutationsrate der Gene aus, deren Zahl aber – im Gegensatz zu den radioaktiven Elementen – damit nicht abnimmt. Die unter diesen Annahmen entwickelten Algorithmen wurden in den letzten Jahren auch mechanistisch auf Swadesh- und andere Wort-Listen angewandt.
Am bekanntesten wurde eine Arbeit von Gray und Atkinson. Das Team mit wechselnden Beteiligungen publiziert nahezu jährlich neue und unterschiedliche Stammbäume. Trotz modernster Verfahren und trickreicher Modifikationen der Ersetzungsraten kann das Ergebnis weder zeitlich noch strukturell überzeugen: Zeitlich wies es extrem in die Vergangenheit; strukturell wurde Albanisch irrig zu Arisch gruppiert, Germanisch zu Italisch. Zudem täuscht die Darstellung darüber hinweg, dass sich zunächst nur ein ungerichtetes Grafenbündel (unrooted phylogeny) ergibt, und die Position des Hethitischen nachträglich eingeführt wurde (Holm 2007).
Die Varianten dieses „biologischen“ Ansatzes beruhen – neben den bereits genannten fehlerbehafteten Daten – auf zwei fragwürdigen Annahmen, nämlich, dass die Wörter der Listen wie Gene und deren Allele mit berechenbaren Wahrscheinlichkeiten „mutieren“ (im Falle der Wörter „ersetzt“ werden); dies in einer für alle etwa gleichen Ersetzungsrate geschieht, wodurch sich für früh ausgestorbene Sprachen mit vielen Ersetzungen falsch-frühe Trennungen ergeben müssen.
Die letzte große Arbeit des Teams um Russell D. Gray zur Indogermanistik erschien 2012 in Science mit dem Anspruch, die indogermanische Urheimat in Anatolien durch eine entsprechend frühe Aufgliederung zu beweisen. Wegen übersehener erheblicher Zählfehler verschob sich das Ergebnis jedoch tatsächlich um etwa 2000 Jahre ins Jüngere, womit der angestrebte Beweis hinfällig wurde, und Science eine von vielen nicht bemerkte Korrektur abdrucken musste.
Zu all diesen Unsicherheiten addiert sich, dass die Bayes’sche Methode (durch Primärwahrscheinlichkeiten) bedingte (Schluss)-wahrscheinlichkeiten berechnet, deren Streuungsergebnisse alle möglich, aber ungleich wahrscheinlich sind. Im Bewusstsein dieser einschränkenden Bedingungen sind die Ergebnisse jedoch nicht völlig wertlos und können versuchsweise angewandt werden. Dies hat Hans J. Holm (2019) unternommen, um die Möglichkeit einer Übereinstimmung der Fuhrwerkserfindung mit der möglichen Präsenz und dem Zerfall der indogermanischen Sprechergemeinschaft zu korrelieren.

## Grundlagen

### Soziologische Aspekte
Über die Feststellungen von Bergsland und Vogt hinaus lassen sich für den sprachhistorisch und völkerkundlich Bewanderten leicht weitere Gegenbeispiele mit sozio-historischen Gründen finden:
- So gibt es z. B. Sprachen, die lange Zeit wenig von außen beeinflusst wurden. Gründe hierfür sind etwa ihre isolierte Lage (sogenannte „konservative Saumlagen“, z. B. beim Isländischen) oder das die Sprache beeinflussende kulturelle Selbstbewusstsein, z. B. beim Griechischen gegen den Einfluss der Romania.
- Die Palette des Sprachwandels umfasst weiter eine große Zahl von Zwischenstufen und Sprachmischungen, sogenannte Pidgin- und Kreolsprachen, nicht nur heute als Folge von Kolonisation und Vertreibung.
- Viele Sprachen sind gar über längere oder kürzere Zeitspannen ausgestorben, z. B.: die hethitische Sprache nach 1200 v. Chr., die Sprache vieler sogenannter Pygmäenstämme wegen stärkerer Außenbindung und wirtschaftlicher Abhängigkeit von benachbarten Bantustämmen; die Sprache der Veddas (Wedda) in Sri Lanka, die das Singhalesische oder Tamilische übernommen haben; das Gallische nach der Unterwerfung durch Caesar im heutigen Frankreich und viele andere, alles völlig unabhängig von irgendeiner „Rate“.

Diese soziohistorische Abhängigkeit des Sprachwandels wurde und wird laut Holm von allen führenden historisch-vergleichenden Sprachwissenschaftlern weltweit immer wieder betont.

### Historisch-archäologische Aspekte
Vor allem (s. o.) entzündet sich die Kritik an den zeitlichen Ergebnissen. Annehmbare Zeiten im groben Zeitraum der Erhebungen sind kein Beweis; die angestrebten prähistorischen Ergebnisse dagegen sind nicht verifizierbar. Notfalls werden die Raten „angepasst“, z. B. hat Starostin die von Swadesh ermittelte Rate von 14 % für die indogermanischen Sprachen auf 5 % geändert.

### Linguistische Aspekte
Kritik allein gegen die Stabilität bestimmter semantischer Felder (vgl. Haarmann 1990) in den Swadesh-Listen trifft ins Leere, da ein gewisser Wandel überhaupt nicht bestritten wird. Auch die oft (zu Recht) bemängelten handwerklichen Schwächen der Testliste, wie Mehrdeutigkeiten wegen fehlender Beispielsätze, treffen nicht den Kern der Methode.
Schwerer wiegt dagegen die mangelhafte linguistische Qualität der meisten Swadesh-Listen, z. B. so auch der im Internet verfügbaren Dyen-list; bereits von Sh. Embleton 1995 beanstandete Fehler im englischen Teil wurden nie berichtigt; weitere zwölf Prozent Fehler enthält der albanische Teil.
In vielen Fällen des von Glottochronologen angenommenen „Sprachwandels“ handelt es sich nicht um einen Wandel per Zeitraum, sondern um Substrate, Reste eines schon vorher dagewesenen Bestandes, die sich bei Übernahme einer neuen Standardsprache erhalten haben, aus verschiedensten Gründen. Bekannt ist z. B. das maritime Substrat der germanischen Sprachen (z. B. Mast, Kiel, Segel), also Lexeme aus Bereichen, in denen die Eingesessenen gegenüber den zugewanderten Trägern der (hier) indogermanischen Sprachen eine höhere Vor-Kompetenz besaßen. Gleiches gilt für die Technik des Webens. Beispiele aus der Swadesh-Liste bringt Aaron Dolgopolsky, Lehrer des o. g. S. Starostin.

### Mathematisch-stochastische Aspekte
Die meisten Sprachen unterliegen im Laufe ihrer Geschichte mehr oder weniger starken Einflüssen und Änderungen. Das bedeutet aber, dass sich Sprachen zwar in der Zeit, jedoch nicht durch die Zeit wandeln. Statistisch können sich dabei oft grob übereinstimmende Summen ergeben, die ungenau als „Raten“ interpretiert werden. Beim Vergleich vieler Arbeiten ergibt sich eine normalverteilte Gaußkurve, deren Dimensionen weiterer Studien bedarf.
Auf der Voraussetzung einer Rate baut die zweite grundlegende Annahme der Glottochronologen auf, nämlich dass Sprachen desto näher verwandt seien, je mehr gemeinsame Erbwörter sie aufweisen. Diese auf den ersten Blick einleuchtende Ad-hoc-Annahme übersieht deren Bedingtheit von drei weiteren bestimmenden Parametern (Proportionalitätsfehler).